# Valbirse
Valbirse je obec v okrese Bernský Jura v kantonu Bern ve Švýcarsku. Žije zde přibližně 4 000 obyvatel.
Obec vznikla 1. ledna 2015 sloučením doposud samostatných obcí Bévilard, Malleray a Pontenet.

## Geografie
Obec leží v nadmořské výšce kolem 700 metrů, v údolí Vallée de Tavannes. Obcí prochází železniční trať Biel–Moutier a hlavní silnice.

## Historie
Obec Valbirse vznikla 1. ledna 2015 sloučením dříve samostatných obcí Bévilard, Malleray a Pontenet. Projekt sloučení obcí Valbirse původně zahrnoval také obce Champoz, Court a Sorvilier, které z něj v různých obdobích vystoupily.